# Syllis latifrons
Syllis latifrons är en ringmaskart som beskrevs av Grube 1857. Syllis latifrons ingår i släktet Syllis och familjen Syllidae. Inga underarter finns listade i Catalogue of Life.